# (9051) 1991 UG3
(9051) 1991 UG3 là một tiểu hành tinh vành đai chính. Nó được phát hiện bởi Seiji Ueda và Hiroshi Kaneda ở the Kushiro Observatory ở Nhật Bản ngày 31 tháng 10 năm 1991.